# 荷兰华人
荷兰华人（荷蘭語：Chinezen in Nederland）是指居住在荷兰的华人，不管其国籍为何。而国籍为荷兰的华人则称为华裔荷兰人。截至2012年，根據官方統計數據顯示，有80198人來自中華人民共和國或中華民國（臺灣），或者父母一方來自大中華地區。然而，這些統計數字並沒有包括到其他移民至荷蘭的海外華人，因為最早的華人移民除了來自中國大陸外，還包括來自其他海外華人社群，如荷蘭前殖民地印度尼西亞華人。

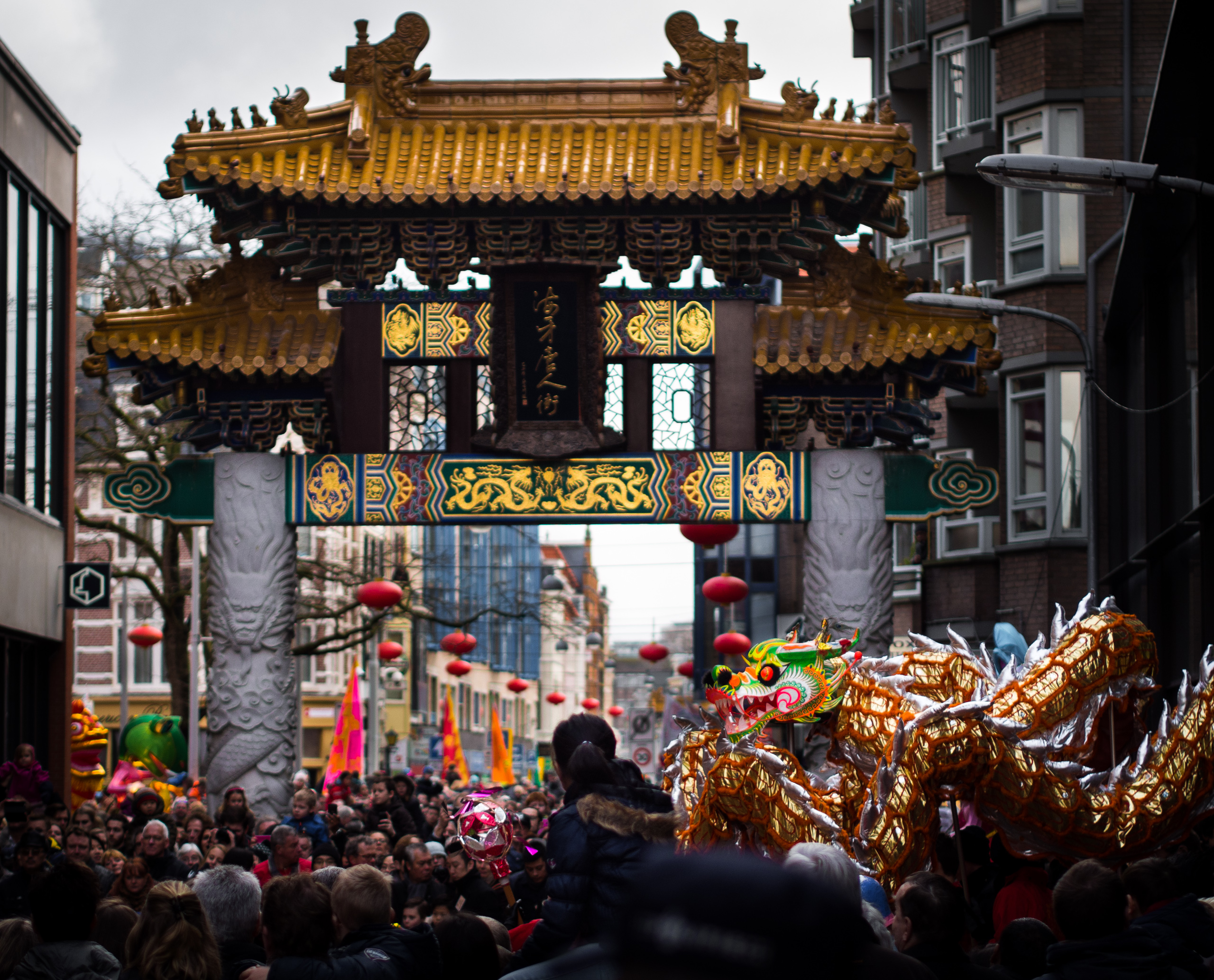
海牙唐人街慶祝農曆新年

## 移民歷史
早期華人移民到荷蘭主要來自兩個來源：第一次世界大戰後開始抵達該國的商人，大部分來自浙江青田，以及來自英國華人社群的廣東籍船員；在大蕭條期間，許多船員被解僱，而成了商人。之後由於自願遷出和驅逐出境的因素，華人人數下降，至二戰期間剩下的華人不到1000人。荷蘭的另一批早期華裔移民是學生，大部分來自前荷蘭殖民地印度尼西亞而非中國，從1911年的20人中，人數逐年增加至二戰期間；在1957年，來自印度尼西亞的華人大約1400名，其中有1000名是學生。在1911年，來自印尼的華人學生成立了中華會，並與中國各種組織和歐洲各國政黨接觸。大部分來自印度尼西亞的學生為土生華人，傾向使用印尼語言而非母語漢語並在荷蘭中學接受教育。然而，隨著印尼與荷蘭的關係在1950年代末期和1960年代初期日益緊張，華人學生人數急遽下降。雖然來自印尼的華人學生人數下降，但由於1965年印尼排華屠殺，成千上萬的印尼華人被迫離開印尼。大多數回到中國，或者移民至美國及澳大利亞；而曾經在荷蘭受過教育的華人，優先以荷蘭為移民目的地，人數約有5000人，他們大都不諳中文，而以印尼語言作為母語，並將荷蘭語作為學術語言 ，1970至1980年代初，香港成為華人移民到荷蘭的重要的來源地，每年約有600至800人，至1980年代後期下降為300到400人。中國大陸學生在1980年代將荷蘭當作最佳留學國家，一開始，這些是中國政府資助且由考試選拔的學生，並在萊登大學等著名的荷蘭大學獲得入學資格。然而，在1990年代，更多的私人資助的學生、拿獎學金的學生和短期交換學生開始到達。在2002年，由中國大使館的數據顯示，荷蘭約有4000名中國學生。

## 人口統計
截至2012年，根據荷蘭中央統計局統計：
- 在荷蘭境外出生的人：

| 國家/地區 | 人口                                 |  |
| --------- | ------------------------------------ |  |
| 中國大陸  | 41,533人（男性19466人，女性22677人） |  |
| 香港      | 9,757人（男性4,808人，女性4,949人）  |  |
| 澳門      | 83人（男性31人，女性52人）           |  |
| 臺灣      | 2,254人（男性830人，女性1,424人）    |  |

- 在荷蘭出生的人：

| 父母其中一方出生的國家/地區 | 人口                                 |  |
| --------------------------- | ------------------------------------ |  |
| 中國大陸                    | 17,564人（男性9,002人，女性8,562人） |  |
| 香港                        | 8,440人（男性4,300人，女性4,140人）  |  |
| 澳門                        | 36人（男性18人，女性18人）           |  |
| 臺灣                        | 531人（男性273人，女性258人）        |  |

共計80198人。比1996年的人口增長了92.8％，這是統計數據的最早年份。然而，人口中的各個群體顯示出不同的增長趨勢。來自中國大陸人數比同期增長了152％，相比之下，來自香港的人數只有輕微的增長，完全是自然增長而非外來增長。荷蘭華人人口分布並不集中，一半以上從事的餐飲業，尤其是開中華餐館。阿姆斯特丹唐人街是荷兰最大的唐人街，但純粹是一個商業區，而非住宅混合商業區，此外还有鹿特丹唐人街和海牙唐人街。
荷蘭華人人口中，從前殖民地蘇利南移居至荷蘭的華裔客家人，約佔荷蘭華人人口10％，荷蘭華裔除了來自大中華地區、印度尼西亞和蘇利南外，也有來自新加坡、馬來西亞、越南、柬埔寨、老挝。
截至2018年1月1日
- 荷蘭境外移民背景：

| 國家/地區 | 人口                                   |  |
| --------- | -------------------------------------- |  |
| 中國大陸  | 74,234人（男性34,671人，女性39,563人） |  |
| 香港      | 18,410人（男性9,083人，女性9,327人）   |  |
| 澳門      | 124人（男性56人，女性68人）            |  |
| 臺灣      | 3,850人（男性1,430人，女性2,420人）    |  |